# La Bastide-Solages
La Bastide-Solages (okzitanisch: La Bastida de Solatge) ist ein Ort und eine südfranzösische Gemeinde mit 110 Einwohnern (Stand: 1. Januar 2022) im Département Aveyron in der Region Okzitanien (vor 2016 Midi-Pyrénées). Sie gehört zum Arrondissement Millau und zum Kanton Causses-Rougiers. Die Einwohner werden Solageois genannt.

## Lage
La Bastide-Solages liegt etwa 33 Kilometer östlich von Albi im Südwesten der historischen Provinz Rouergue. In den Tarn, der die Gemeinde im Westen und Nordwesten begrenzt, mündet hier der Rance, der die südliche Gemeindegrenze bildet. Umgeben wird La Bastide-Solages von den Nachbargemeinden Fraissines im Nordwesten und Norden, Brasc im Norden und Nordosten, Plaisance im Osten und Südosten, Curvalle im Süden und Südwesten sowie Trébas im Westen.

## Bevölkerungsentwicklung
| Jahr                       | 1962 | 1968 | 1975 | 1982 | 1990 | 1999 | 2006 | 2019 |
| Einwohner                  | 247  | 212  | 177  | 130  | 111  | 97   | 112  | 106  |
| Quellen: Cassini und INSEE |      |      |      |      |      |      |      |      |

## Sehenswürdigkeiten
- Kirche Saint-Pierre-ès-Liens